# Даніела Клетте
Даніела Марі Луїза Клетте (нім. Daniela Marie Luise Klette, нар. 5 листопада 1958) — німецька ліворадикальна терористка. Вона є підозрюваною у терористичній діяльностіі, пов’язаній із «Фракцією Червоної армії» (RAF). Переховувалася з 1990-х років і була заарештована у лютому 2024 року.

## Раннє життя
Даніела Клетте народилася 5 листопада 1958 року в Карлсруе, Західна Німеччина.

## Активізм
Клетте була активною в ліворадикальних групах з 1975 року. Ці групи включали рух проти НАТО та ініціативи проти будівництва злітно-посадкової смуги 18 West у Франкфуртському аеропорту.
Клетте є ймовірною учасницею «Фракції Червоної армії», яка діяла у 1980-х та 1990-х роках. Клетте підозрюється у атаці на посольство США в Бонні 1991 року та нападі з використанням вибухівки на в'язницю Вайтерштадт у 1993, що будувалася в землі Гессен.
У 1990-х роках Клетте перейшла у підпілля. 
У 1999 році Клетте, Гарвег і Штауб підозрювалися у пограбуванні броньованого автомобіля в Дуйсбурзі на 1 мільйон німецьких марок.
У пресі їх називали «пенсіонерами RAF». Штауб, Гарвег і Клетте також пов’язані з кількома пограбуваннями у 2000-х і 2010-х роках: у Бохум-Ваттеншайді (27 грудня 2006), Вольфсбурзі (28 грудня 2015), Кремлінґені (25 червня 2016) та Штурі (6 червня 2015). Німецька прокуратура розслідувала діяльність цієї трійці з 2015 року за звинуваченнями у замаху на вбивство та різних спробах і здійснених пограбуваннях між 1999 і 2016 роками. У 2016 році троє німців, схожих за описом, були помилково заарештовані голландською поліцією після того, як орендували фермерський будинок поблизу Медембліка на півночі Нідерландів.
Бундескріміналарнт (Федеральне управління кримінальної поліції) звернулося до громадськості з проханням надати інформацію, яка допоможе заарештувати цю жінку, а також її співучасників — Буркхарда Гарвеґа та Ернста-Фолькера Штауба, пропонуючи винагороду в розмірі €150,000.
Поліція знайшла її після повідомлення від громадськості у листопаді 2023 року.
Станом на лютий 2024 року залишалося нез’ясованим, як їй вдалося переховуватися протягом 30 років.

## Арешт
26 лютого 2024 року Даніелу Клетте заарештували в Берліні співробітники Кримінальної поліції Нижньої Саксонії (LKA Niedersachsen) та поліції Берліна без опору. Їй висунули звинувачення у причетності до шести збройних пограбувань, під час яких було викрадено мільйони євро, а також щонайменше одного замаху на вбивство. Імовірно, злочини були скоєні у період з 1999 по 2016 рік. У причетності до цих злочинів також підозрюються Буркгард Гарвег та Ернст-Фолькер Штауб. Спочатку Клетте утримували у в’язниці в Фехті.
Клетте проживала в районі Кройцберг у Берліні. Вважається, що вона користувалася італійським паспортом. Вона також мала публічний акаунт у Facebook, куди завантажувала свої фотографії.
Фотографія Клетте під псевдонімом «Клаудія Івоне» у клубі капоейри в Кройцберзі, ймовірно, була виявлена Хесрау Бехроз та дослідником Bellingcat Майклом Колборном за допомогою програмного забезпечення для розпізнавання облич PimEyes. Ця інформація була використана для подкасту Legion: Most Wanted. Поліція Німеччини не має права використовувати програмне забезпечення для розпізнавання облич через суворі закони про конфіденційність.
Судовий процес над Клетте розпочався 25 березня 2025 року в Целле.

## Розслідування
Клетте не робила жодних заяв щодо висунутих проти неї звинувачень чи щодо своїх товаришів по RAF.

## Висвітлення у ЗМІ
Влада Нижньої Саксонії провела прес-конференцію в прямому ефірі, оголосивши про арешт колишньої терористки, яку розшукували 30 років. Міністр внутрішніх справ Нижньої Саксонії Даніела Беренс назвала це «віхою» в історії злочинності Німеччини.
Історикиня Петра Тергоевен, яка спеціалізується на впливі лівого тероризму на німецьке суспільство, розкритикувала «галас» навколо арешту Клетте та висвітлення RAF загалом, закликаючи не героїзувати RAF і поважати її жертв.